# Pteracantha agrestis
Pteracantha agrestis är en skalbaggsart som beskrevs av Monné M. A. och Monné M. L. 2002. Pteracantha agrestis ingår i släktet Pteracantha och familjen långhorningar. Inga underarter finns listade i Catalogue of Life.